# Parmena pilosa
Parmena pilosa (син. Parmena pubescens pilosa) је инсект из реда тврдокрилаца (Coleoptera) и фамилије стрижибуба (Cerambycidae). Припада потфамилији Lamiinae. Таксономска позиција ове врсте је предмет научних дебата, јер је поједини аутори сматрају засебном врстом, док је други третирају као подврсту Parmena pubescens.

## Распрострањење и станиште
Распрострањена је у источном Медитерану. У Србији је налажена само у Националном парку Ђердап. Термофилна је врста.

## Опис
Parmena pilosa је дугaчка 5—10 mm. Врло је варијабилна врста. Тело је црвено или црвеносмеђе. Цело тело, антене и ноге су обрасле обилним и врло дугим, усправним длакама. Покрилца су без изразито тамног појаса или је могућа изражена тамна попречна врпца.

## Биологија и развиће
Имага су активна од априла до октобра. Ларва је полифагна и развија се у корену, стабљикама и гранчицама млечике Euphorbia wulfenii. Имага су активна ноћу, на биљкама домаћинима.